# Kajsziták
A kajsziták (arabul Banú Kajsz; Kajsz törzs) a középkori Arab Birodalom egyik meghatározó politikai tömörülése volt. Ellenfelei, a kalbiták elleni harcai Szíriából kiindulva az iszlám világ nagy részén (Irak, Szicília, Afrika) elterjedtek. A forrásokban a kalbitákat többek között adnánitáknak, tamímitáknak, mudáritáknak vagy maadditáknak is nevezik.
A két rivális párt közül a kajszitáké volt a fiatalabb: csak az iszlámot elterjesztő hódítások után hallunk először róla. Valószínűleg a katonai helyőrségeken (amszár, e. sz. maszr) együtt élő, a beduin törzsi szervezet emlékeire még elvenen emlékező arabok hozták létre, talán valamiféle közös származás alapján.
Az első Omajjádokat a kalbiták támogatták. 684-ben, a Szufjánidák II. Muávija elhunyta révén bekövetkező kihalását követően a kalbiták a szintén Omajjád Marván bin al-Hakam mellett foglaltak állást, míg a kajsziták a mekkai lázadó, Abdalláh bin Zubajr mellett szálltak síkra. A húsz napig tartó Mardzs Ráhit-i csata kalbita győzelemmel zárult, így az Omajjádok megtarthatták a trónt.
A kajsziták nem vonultak vissza, így folytatódtott a politikai és fegyveres harc, tovább nehezítve a polgárháborús helyzetet (ld. II. fitna). Abd al-Malik felszámolta a háborúskodást, de az ismét kiújult 15 évvel a halála után, beárnyékolva a hátralévő Omajjád kalifák korát. II. Jazíd uralkodásától kezdve a kajsziták kiütötték a kalbitákat a nyeregből, ennek hatása mutatkozott meg akkor, amikor II. Marvánt 2000 kalbita hagyta el az Abbászidák lázadásakor, hozzájárulva a kalifa bukásához (750).
750 után nem csak folytatódott, hanem a szíriai térségből szétterjedt a két törzs viszálykodása az egész arab birodalomban.

## Külső hivatkozások
- www.princeton.edu
- The Cambridge History of Islam, I/A kötet. Szerk.: P. M. Holt, Ann K. S. Lambton, Bernard Lewis.
- Lapidus, Ira M.: A History of Islamic societies. Cambridge University Press, 1988.